# 科扎奇邁達尼
49°23′18″N 35°47′10″E / 49.38833°N 35.78611°E
科扎奇邁達尼（烏克蘭語：Козачі Майдани），是烏克蘭東部的村莊，隸屬哈爾科夫州的別列斯京區。該村始建於1795年，面積0.44平方公里，海拔高度185米，2001年人口21，人口密度每平方公里48.6人。